# Coupe du monde féminine de hockey sur gazon 2022 – Tournoi de qualification européen
Le Tournoi féminin de qualification européen 2021 sera le tournoi européen de qualification pour la Coupe du monde féminine de hockey sur gazon 2022. Le tournoi se déroulera au CUS Pisa à Pise, en Italie, du 21 au 24 octobre 2021.
Le tournoi devait initialement se dérouler à Rome mais le 3 septembre 2021, il a été annoncé que le tournoi était déplacé à Pise en raison des meilleures installations là-bas.
Les cinq meilleures équipes du Championnat d'Europe 2021 déjà qualifiées pour la Coupe du monde féminine de hockey sur gazon 2022 et les deux meilleures équipes de ce tournoi les rejoindront.

## Équipes qualifiées
Le pays hôte, les deux dernières équipes du Championnat d'Europe 2021 et les 5 meilleures du Championnat II d'Europe 2021 participeront au tournoi.
| Événement                    | Dates             | Lieu      | Quotas | Qualifiés                                        |
| ---------------------------- | ----------------- | --------- | ------ | ------------------------------------------------ |
| Pays hôte                    | 14 juillet 2021   | NC        | 1      | Italie                                           |
| Championnat d'Europe 2021    | 5 - 13 juin 2021  | Amsterdam | 2      | Irlande Écosse                                   |
| Championnat II d'Europe 2021 | 15 - 21 août 2021 | Prague    | 5      | Biélorussie France Pologne Pays de Galles Russie |

## Tableau
|  | Quarts de finale    | Quarts de finale    |              |                  | Demi-finales           | Demi-finales |  |  | Finale      | Finale |
|  | Quarts de finale    | Quarts de finale    |              |                  | Demi-finales           | Demi-finales |  |  | Finale      | Finale |
|  |                     |                     |              |                  |                        |              |  |  |             |        |
|  |                     |                     |              |                  |                        |              |  |  |             |        |
|  |                     |                     |              |                  |                        |              |  |  |             |        |
|  | Italie (17)         | 0                   |              |                  |                        |              |  |  |             |        |
|  | Italie (17)         | 0                   |              |                  |                        |              |  |  |             |        |
|  | Pays de Galles (25) | 1                   |              |                  |                        |              |  |  |             |        |
|  | Pays de Galles (25) | 1                   | Écosse (18)  | 0 (1)            |                        |              |  |  |             |        |
|  |                     |                     | Écosse (18)  | 0 (1)            |                        |              |  |  |             |        |
|  |                     | Pays de Galles (24) | 0 (3)        |                  |                        |              |  |  |             |        |
|  | Écosse (19)         | Pays de Galles (24) | 0 (3)        | 3                |                        |              |  |  |             |        |
|  | Écosse (19)         |                     |              | 3                |                        |              |  |  |             |        |
|  | Pologne (23)        | 0                   |              |                  |                        |              |  |  |             |        |
|  | Pologne (23)        | 0                   | Irlande (12) | 2                |                        |              |  |  |             |        |
|  |                     |                     | Irlande (12) | 2                |                        |              |  |  |             |        |
|  |                     | Pays de Galles (23) | 1            |                  |                        |              |  |  |             |        |
|  | Irlande (12)        | Pays de Galles (23) | 1            | 4                |                        |              |  |  |             |        |
|  | Irlande (12)        |                     |              | 4                |                        |              |  |  |             |        |
|  | France (27)         | 1                   |              |                  |                        |              |  |  |             |        |
|  | France (27)         | 1                   | Irlande (12) | 3                |                        |              |  |  |             |        |
|  |                     |                     | Irlande (12) | 3                | Match pour la 3e place |              |  |  |             |        |
|  |                     | Biélorussie (17)    | 2            |                  |                        |              |  |  |             |        |
|  | Russie (20)         | Biélorussie (17)    | 2            | 1                |                        |              |  |  |             |        |
|  | Russie (20)         |                     |              | 1                |                        |              |  |  |             |        |
|  | Biélorussie (21)    | 7                   |              | Biélorussie (18) | 1                      |              |  |  |             |        |
|  | Biélorussie (21)    | 7                   |              | Biélorussie (18) | 1                      |              |  |  |             |        |
|  |                     |                     |              |                  |                        |              |  |  | Écosse (19) | 2      |
|  |                     |                     |              |                  |                        |              |  |  | Écosse (19) | 2      |

|  | Demi-finales pour la cinquième place | Demi-finales pour la cinquième place |             |       | 5e place | 5e place |
|  | Demi-finales pour la cinquième place | Demi-finales pour la cinquième place |             |       | 5e place | 5e place |
|  |                                      |                                      |             |       |          |          |
|  |                                      |                                      |             |       |          |          |
|  |                                      |                                      |             |       |          |          |
|  | Italie (21)                          | 2                                    |             |       |          |          |
|  | Italie (21)                          | 2                                    |             |       |          |          |
|  | Pologne (25)                         | 0                                    |             |       |          |          |
|  | Pologne (25)                         | 0                                    | Italie (20) | 2 (4) |          |          |
|  |                                      |                                      | Italie (20) | 2 (4) |          |          |
|  |                                      | Russie (21)                          | 2 (3)       |       |          |          |
|  | Russie (22)                          | Russie (21)                          | 2 (3)       | 3     |          |          |
|  | Russie (22)                          |                                      |             | 3     |          |          |
|  | France (27)                          | 2                                    |             |       |          |          |
|  | France (27)                          | 2                                    | 7e place    |       |          |          |
|  |                                      |                                      |             |       |          |          |
|  |                                      |                                      |             |       |          |          |
|  |                                      |                                      |             |       |          |          |
|  | Pologne (25)                         | 2                                    |             |       |          |          |
|  | Pologne (25)                         | 2                                    |             |       |          |          |
|  | France (28)                          | 4                                    |             |       |          |          |
|  | France (28)                          | 4                                    |             |       |          |          |

### Quarts de finale
| Match 1               | (20) Russie   | 1 - 7   | Biélorussie (21)                                                                |                                               |                                               |
| 21 octobre 2021 09h00 | Sartakova 56e | (0 - 3) | 3e, 52e Papkova · 21e, 39e, 49e Belavusava · 25e Bahushevich · 57e Kasabutskaya | Arbitrage : Hannah Harrison Sophie Bockelmann | Arbitrage : Hannah Harrison Sophie Bockelmann |
| 21 octobre 2021 09h00 | Rapport       |         |                                                                                 | Arbitrage : Hannah Harrison Sophie Bockelmann | Arbitrage : Hannah Harrison Sophie Bockelmann |

| Match 2 | (12) Irlande                                         | 4 - 1   | France (27)     |                                        |                                        |
| 11h30   | Upton 33e · O'Flanagan 50e · Malseed 53e · Carey 55e | (0 - 0) | 54e Van Bolhuis | Arbitrage : Lisette Baljon Ivona Makar | Arbitrage : Lisette Baljon Ivona Makar |
| 11h30   | Rapport                                              |         |                 | Arbitrage : Lisette Baljon Ivona Makar | Arbitrage : Lisette Baljon Ivona Makar |

| Match 3 | (19) Écosse                    | 3 - 0   | Pologne (23) |                                           |                                           |
| 14h00   | Burnet 19e, 36e · Jamieson 55e | (1 - 0) |              | Arbitrage : Alison Keogh Ilaria Amorosini | Arbitrage : Alison Keogh Ilaria Amorosini |
| 14h00   | Rapport                        |         |              | Arbitrage : Alison Keogh Ilaria Amorosini | Arbitrage : Alison Keogh Ilaria Amorosini |

| Match 4 | (17) Italie | 0 - 1   | Pays de Galles (25) |                                                 |                                                 |
| 16h30   |             | (0 - 1) | 18e Jones           | Arbitrage : Céline Martin-Schmets Ines El Hajem | Arbitrage : Céline Martin-Schmets Ines El Hajem |
| 16h30   | Rapport     |         |                     | Arbitrage : Céline Martin-Schmets Ines El Hajem | Arbitrage : Céline Martin-Schmets Ines El Hajem |

### Demi-finales pour la cinquième place
| Match 5               | (22) Russie                      | 3 - 2   | France (27)              |                                                |                                                |
| 22 octobre 2021 13h30 | Leonova 19e · Sartakova 30e, 31e | (2 - 0) | 31e Lhopital · 55e Roque | Arbitrage : Sophie Bockelmann Ilaria Amorosini | Arbitrage : Sophie Bockelmann Ilaria Amorosini |
| 22 octobre 2021 13h30 | Rapport                          |         |                          | Arbitrage : Sophie Bockelmann Ilaria Amorosini | Arbitrage : Sophie Bockelmann Ilaria Amorosini |

| Match 6 | (21) Italie           | 2 - 0   | Pologne (25) |                                          |                                          |
| 16h00   | Carta 2e · Oviedo 57e | (1 - 0) |              | Arbitrage : Lisette Baljon Ines El Hajem | Arbitrage : Lisette Baljon Ines El Hajem |
| 16h00   | Rapport               |         |              | Arbitrage : Lisette Baljon Ines El Hajem | Arbitrage : Lisette Baljon Ines El Hajem |

### Demi-finales
| Match 7               | (12) Irlande                        | 3 - 2   | Biélorussie (17)            |                                                   |                                                   |
| 23 octobre 2021 12h00 | Tice 2e · O'Flanagan 4e · Carey 48e | (2 - 1) | 5e Bahushevich · 47e Batura | Arbitrage : Hannah Harrison Céline Martin-Schmets | Arbitrage : Hannah Harrison Céline Martin-Schmets |
| 23 octobre 2021 12h00 | Rapport                             |         |                             | Arbitrage : Hannah Harrison Céline Martin-Schmets | Arbitrage : Hannah Harrison Céline Martin-Schmets |

| Match 8 | (18) Écosse                             | 0 - 0             | Pays de Galles (24)                |                                      |                                      |
| 14h30   |                                         | (0 - 0)           |                                    | Arbitrage : Alison Keogh Ivona Makar | Arbitrage : Alison Keogh Ivona Makar |
| 14h30   | Rapport                                 |                   |                                    | Arbitrage : Alison Keogh Ivona Makar | Arbitrage : Alison Keogh Ivona Makar |
| 14h30   | Watson · Jamieson · Dark · S. Robertson | Tirs au but 1 - 3 | Richards · Jones · Webb · Robinson | Arbitrage : Alison Keogh Ivona Makar | Arbitrage : Alison Keogh Ivona Makar |

### Septième et huitième place
| Match 9               | (25) Pologne            | 2 - 4   | France (28)                                   |                                             |                                             |
| 24 octobre 2021 09h00 | Rybacha 21e · Mazur 42e | (1 - 1) | 23e Lhopital · 37e, 54e Lardeur · 51e Verrier | Arbitrage : Lisette Baljon Ilaria Amorosini | Arbitrage : Lisette Baljon Ilaria Amorosini |
| 24 octobre 2021 09h00 | Rapport                 |         |                                               | Arbitrage : Lisette Baljon Ilaria Amorosini | Arbitrage : Lisette Baljon Ilaria Amorosini |

### Cinquième et sixième place
| Match 10              | (20) Italie                                  | 2 - 2             | Russie (21)                                             |                                           |                                           |
| 24 octobre 2021 11h15 | Carta 35e, 36e                               | (0 - 1)           | 20e Sartakova · 53e Ivanova                             | Arbitrage : Sophie Bockelmann Ivona Makar | Arbitrage : Sophie Bockelmann Ivona Makar |
| 24 octobre 2021 11h15 | Rapport                                      |                   |                                                         | Arbitrage : Sophie Bockelmann Ivona Makar | Arbitrage : Sophie Bockelmann Ivona Makar |
| 24 octobre 2021 11h15 | Borgia · Mirabella · Carta · Oviedo · Pastor | Tirs au but 4 - 3 | Sartakova · Sadovaia · Kolpakova · Koroleva · Khalimova | Arbitrage : Sophie Bockelmann Ivona Makar | Arbitrage : Sophie Bockelmann Ivona Makar |

### Troisième et quatrième place
| Match 11              | (18) Biélorussie | 1 - 2   | Écosse (19)    |                                        |                                        |
| 24 octobre 2021 13h30 | Shtsin 11e       | (1 - 2) | 4e, 26e Burnet | Arbitrage : Alison Keogh Ines El Hajem | Arbitrage : Alison Keogh Ines El Hajem |
| 24 octobre 2021 13h30 | Rapport          |         |                | Arbitrage : Alison Keogh Ines El Hajem | Arbitrage : Alison Keogh Ines El Hajem |

### Finale
| Match 12              | (12) Irlande       | 2 - 1   | Pays de Galles (23) |                                                   |                                                   |
| 24 octobre 2021 16h00 | O'Flanagan 8e, 49e | (1 - 1) | 15e Howell          | Arbitrage : Hannah Harrison Céline Martin-Schmets | Arbitrage : Hannah Harrison Céline Martin-Schmets |
| 24 octobre 2021 16h00 | Rapport            |         |                     | Arbitrage : Hannah Harrison Céline Martin-Schmets | Arbitrage : Hannah Harrison Céline Martin-Schmets |

## Classement final
| Rang               | Équipe         | J | V | N | P | BP | BC | Diff | Pts | Qualification       |
| ------------------ | -------------- | - | - | - | - | -- | -- | ---- | --- | ------------------- |
| Médaille d'or      | Irlande        | 3 | 3 | 0 | 0 | 9  | 4  | +5   | 9   | Coupe du monde 2022 |
| Médaille d'argent  | Pays de Galles | 3 | 1 | 1 | 1 | 2  | 2  | 0    | 4   |                     |
| Médaille de bronze | Écosse         | 3 | 2 | 1 | 0 | 5  | 1  | +4   | 7   |                     |
| 4                  | Biélorussie    | 3 | 1 | 0 | 2 | 10 | 6  | +4   | 3   |                     |
| 5                  | Italie         | 3 | 1 | 1 | 1 | 4  | 3  | +1   | 4   |                     |
| 6                  | Russie         | 3 | 1 | 1 | 1 | 6  | 11 | -5   | 4   |                     |
| 7                  | France         | 3 | 1 | 0 | 2 | 7  | 9  | -2   | 3   |                     |
| 8                  | Pologne        | 3 | 0 | 0 | 3 | 2  | 9  | -7   | 0   |                     |